# Langel
Langel était le chef-lieu de l'ancienne Seigneurie Langel, mentionné déjà dans un acte de 1191. Le nom vient de sa forme élongée au long de la rive gauche de la Meuse. Langel était situé dans le Pays de Herpen et est situé actuellement sur le territoire de la commune d'Oss. 
En 1380 le Seigneur de Herpen construit au territoire de Langel au lieu-dit Raven un nouveau château, appelé Ravenstein, et donne le bourg au pied du château droit de ville. Ainsi Le Pays de Herpen devient Pays de Ravenstein et Langel cède le pas à Ravenstein. La part de son territoire au sud de Ravenstein devenait Overlangel et l'ancien chef-lieu Langel au nord deviendra plus tard Nederlangel, puis ⇒ Neerlangel.  